# Lý Ngạn Hoành
Robin Li hay Lý Ngạn Hoành (tiếng Trung: 李彦宏; bính âm: Lǐ Yànhóng, sinh ngày 17 tháng 11 năm 1968) là một tỉ phú, doanh nhân internet người Trung Quốc. Ông là người đồng sáng lập ra công cụ tìm kiếm Baidu, là người giàu thứ hai ở Trung Quốc đại lục (sau Mã Vân) với giá trị tài sản ròng lên tới 12,2 tỷ USD vào tháng 12 năm 2013. Lý Ngạn Hoành được xếp hạng thứ 119 trong danh sách những người đàn ông giàu nhất thế giới năm 2014 theo Báo cáo Hồ Nhuận.
Lý Ngạn Hoành theo học và nghiên cứu quản lý thông tin tại Đại học Bắc Kinh và Đại học Buffalo, New York. Năm 2000, ông cùng với Từ Dũng đã thành lập ra Baidu. Lý Ngạn Hoành sau đó làm CEO của Baidu kể từ tháng 1 năm 2004. Công ty của ông được niêm yết trên sàn giao dịch chứng khoán NASDAQ vào tháng 8 năm 2005. Ông đã có tên trong danh sách top 15 những nhà khoa học châu Á bởi Tạp chí Asian Scientist vào ngày 15 tháng 5 năm 2011.
Ngày 29 tháng 9 năm 2014, Lý Ngạn Hoành đã được Tổng Thư ký Liên Hợp Quốc Ban Ki-moon bổ nhiệm là đồng chủ tịch của Nhóm Chuyên gia tư vấn độc lập về cuộc cách mạng dữ liệu cho phát triển bền vững.

## Cuộc sống ban đầu
Lý Ngạn Hoành sinh ra trong một gia đình có bố mẹ đều là công nhân một nhà máy ở Dương Tuyền, tỉnh Sơn Tây, nơi mà ông đã gắn bó trong phần lớn cuộc sống thơ ấu. Ông là người con thứ tư, và là con trai duy nhất trong một gia đình có năm người con.
Ông theo học tại Đại học Bắc Kinh và có bằng cử nhân quản lý thông tin vào năm 1991. Vào mùa thu năm đó, ông đã tới Đại học Buffalo, New York, Mỹ để nghiên cứu sinh về khoa học máy tính. Ông nhận bằng Thạc sĩ khoa học năm 1994, sau khi đã quyết định không tiếp tục lấy học vị tiến sĩ nữa.

## Đến với Baidu
Năm 1994, ông đã gia nhập IDD Information Services, một chi nhánh của Dow Jones & Company tại New Jersey. Tại đây, Lý Ngạn Hoành đã giúp phát triển một chương trình phần mềm cho phiên bản điện tử của tờ nhật báo The Wall Street Journal, đồng thời nghiên cứu thuật toán cho công cụ tìm kiếm. Ông làm việc tại IDD từ tháng 5 năm 1994 đến tháng 6 năm 1997. Năm 1996, trong khi làm việc, ông đã phát triển Rankdex, một thuật toán chấm điểm cho các trang xếp hạng công cụ tìm kiếm, which was awarded a U.S. patent. và đã được trao bằng sáng chế của Mỹ. Sau đó ông đã sử dụng công nghệ này cho các công cụ tìm kiếm của Baidu.
Li đã làm việc như một nhân viên kỹ thuật cho Infoseek, một công ty tiên phong về công cụ tìm kiếm internet, từ tháng 7 năm 1997 đến tháng 5 năm 1999. Một đóng góp to lớn của ông chính là việc phát triển chức năng tìm kiếm hình ảnh được sử dụng bởi Go.com. Kể từ khi sáng lập Baidu vào tháng 1 năm 2000, Lý Ngạn Hoành đã biến nó trở thành công cụ tìm kiếm lớn nhất Trung Quốc, với hơn 80% thị phần truy cập tìm kiếm qua Baidu, khiến Baidu trở thành công cụ tìm kiếm độc lập lớn thứ hai trên thế giới sau Google. Ngày 05 tháng 8 năm 2005, cổ phiếu của Baidu đã được niêm yết trên sàn giao dịch chứng khoán NASDAQ. Đến năm 2007, Baidu đã trở thành công ty Trung Quốc đầu tiên có mặt trong NASDAQ-100 Index. Lý Ngạn Hoành cũng đã xuất hiện trong danh sách hàng năm của CNN Money về "50 doanh nhân hàng đầu" vào năm 2007.

## Danh hiệu
Năm 1998, Lý Ngạn Hoành xuất bản cuốn sách Cuộc chiến kinh doanh ở Thung lũng Silicon. Sau đó ông đã nhận được Giải thưởng George W. Thorn, trao cho các cựu sinh viên của Đại học Buffalo dưới 40 tuổi có những đóng góp đóng góp mang tầm cỡ quốc gia hoặc quốc tế về lĩnh vực của họ.
Năm 2001, ông có tên trong danh sách top 10 người Trung Quốc về sáng tạo. Năm 2002 và 2003, ông đã liên tục có tên trong danh sách "những IT nổi tiếng" thế giới. Vào tháng 4 năm 2004, ông có mặt trong danh sách "top 10 lập trình viên Trung Quốc trẻ xuất sắc". Ngày 23 tháng 8 năm 2005, ông được nhận "Giải thưởng thanh niên ASEAN" được tổ chức lần thứ 12. Ngày 28 tháng 12 năm 2005, ông được nhận giải thưởng "Giải Kinh tế CCTV Trung Quốc năm 2005" Ngày 10 tháng 12 năm 2006, ông có mặt trong danh sách "Lãnh đạo Kinh doanh thành công nhất thế giới" năm 2006 của American Business Weekly.